# Crisis diplomática entre Panamá y Venezuela de 2018
La crisis comercial entre Panamá y Venezuela de 2018 se refiere a los hechos que envuelven una disputa comercial entre ambas repúblicas latinoamericanas, después de que el día 5 de abril de ese año, el presidente de Venezuela, Nicolás Maduro informase de sanciones a empresas panameñas así como también a prominentes empresarios panameños, incluyendo al presidente de Panamá, Juan Carlos Varela. La medida se da luego de que Panamá incluyera al presidente Maduro y otros funcionarios venezolanos como sujetos de "alto riesgo" por blanqueo de capitales. La crisis terminó el 26 de abril cuando el presidente Maduro anunció que conversó telefónicamente con el presidente Varela y acordaron el regreso de los embajadores y la restitución de la comunicación aérea entre ambos países.

## Antecedentes
Las relaciones bilaterales entre la República de Panamá y la República de Venezuela se han suspendido en dos ocasiones previas en el transcurso del siglo XXI: En 2004 las relaciones fueron suspendidas por parte del presidente venezolano, Hugo Chávez, cuando Panamá se negó a extraditar a un exagente de la CIA (considerado terrorista por Cuba y Venezuela) por considerar que su vida corría peligro en suelo venezolano.
La siguiente ocasión fue en 2014, cuando el presidente venezolano Nicolás Maduro suspendió las relaciones diplomáticas, después de que el ejecutivo panameño de Ricardo Martinelli apoyase las manifestaciones opositoras en Venezuela de ese año.

## Inicio de la crisis
El 27 de marzo de 2018, el ministerio de Economía y Finanzas panameño publicó una lista de personas venezolanas que, por su historial de operaciones bancarias, eran susceptibles de investigaciones por blanqueo de dinero o fraude bancario, por lo que la lista buscaba advertir tanto a instituciones públicas como privadas que limitasen sus operaciones económicas y financieras con el grupo enlistado, por considerarlas de "alto riesgo".
En la lista había personalidades venezolanas como el propio presidente venezolano, Nicolás Maduro. Un grupo de diputados venezolanos de la oposición, Freddy Superlano, Luis Florido e Ismael García, se trasladaron a Panamá el día 3 de abril para solicitar a la vicepresidenta y canciller panameña, Isabel Saint Malo, la lista detallada de las 55 personas venezolanas incluidas en la lista y las razones expresas. La canciller se comprometió a facilitar toda la información posible en vías de la cooperación entre ambos países respetando siempre la legalidad aplicable.
Ante estos hechos, el gobierno de Venezuela respondió imponiendo sanciones comerciales a 22 personas y 46 empresas panameñas, entre las que se encontraban personalidades como el presidente y la canciller panameñas o empresas importantes de la república istmeña como Compañía Panameña de Aviación, S.A (Copa Airlines) el 5 de abril de 2018.

## Reacción panameña
El 6 de abril de 2018, el gobierno de Panamá, presidido por Juan Carlos Varela, ordenó retirarse a su embajador, Miguel Octavio Mejía Miranda, en la capital venezolana, Caracas e instó al gobierno de Venezuela a hacer lo mismo con el embajador venezolano, Jorge Luis Durán Centeno, en Ciudad de Panamá.

## Sanciones entre ambos países

### Sanciones venezolanas a Panamá
Venezuela impuso sanciones comerciales al romper relaciones comerciales con la república istmeña a 22 personalidades y 46 empresas panameñas en respuesta a las sanciones que Panamá le había impuesto a Venezuela al mismo tiempo que informaba de la futura publicación de la lista de personalidades venezolanas susceptibles de blanquear dinero. El vicepresidente venezolano, Tareck el Aissami, anunció que el Gobierno de Nicolás Maduro ha decidido suspender relaciones comerciales con varias empresas panameñas, que se sumarán a la lista de 46 anunciadas la semana pasada. La medida se hizo efectiva el 13 de abril de 2018 sumando 50 empresas más.

### Sanciones panameñas a Venezuela
El presidente panameño, Juan Carlos Varela, indicó que su gobierno no reconocería el resultado de las elecciones del 20 de mayo en Venezuela de persistir el conflicto bilateral. Además, se ha informado de que su ejecutivo está preparando nuevas sanciones para responder a la reacción «agresiva y desproporcionada» que tuvo Venezuela ante la publicación de la lista de riesgo de blanqueo de capitales.
El Gobierno de la República de Panamá aprobó medidas de retorsión contra el estado venezolano, sustentadas en la ley de retorsión panameña y en virtud del principio de reciprocidad que rige las relaciones internacionales. El Consejo de Gabinete del Gobierno de Panamá ordenó la suspensión, por un período de noventa (90) días prorrogables, de todas las actividades de transporte aéreo, de pasajeros y carga de las líneas aéreas venezolanas que operan en Panamá,las empresas son las siguientes: Aeropostal Alas De Venezuela, S.A., Avior Airlines, Consorcio Venezolano De Industrias Aeronáuticas y Servicios Aéreos, S.A. (Conviasa), Línea Aérea De Servicio Ejecutivo, Regional, Laser, Rutas Aéreas De Venezuela, S.A. (Ravsa), Santa Bárbara Airlines, Turpial Airlines, C.A. La medida entrará en vigencia a partir del 25 de abril de 2018.
Panamá a aprobado una extensión de 60 días  la visa de turista a los ciudadanos venezolanos varados en Panamá

### Sanciones internacionales a Venezuela
El 28 de marzo de 2018 Suiza impuso sanciones económicas a Venezuela y congeló las cuentas de siete altos cargos del país. Siendo el germen de los problemas bancarios que ha ocasionado el conflicto con Panamá.
Tras estallar la crisis entre Panamá y Venezuela, el grupo de Lima se posicionó rápidamente del lado panameño, repudió las sanciones venezolanas a Panamá y evalúo las posibilidades de ampliar sanciones internacionales a la república bolivariana, al mismo tiempo que recordaba su no reconocimiento a la Asamblea Nacional Constituyente de Venezuela y el repudio de las próximas elecciones presidenciales de Venezuela.

## Mediación
A petición del presidente Maduro, se solicitó al presidente de República Dominicana, Danilo Medina, hacer el papel de mediador en una reunión con el fin de resolver el conflicto con Panamá. La reunión fue realizada el 11 de abril de manera secreta por ambas partes, entre el ministro venezolano Wilmar Castro Soteldo y la vicepresidenta panameña Isabel Saint Malo, con mediación del ministro de exteriores dominicano, Manuel Vargas. No obstante, la reunión fracasó y el día 18 de abril, el propio presidente Maduro reveló la existencia de dicho encuentro y culpó a la jefa de la delegación panameña de "insultos". Posteriormente, el gobierno panameño confirmó la reunión y adujo que la lista comercial publicada por Panamá sólo formaliza listas publicadas por la comunidad internacional.

## Fin de la crisis
El 26 de abril anunció el presidente Maduro que conversó telefónicamente con el presidente Varela y se acordó el regreso de los embajadores de ambos países y la restitución de la comunicación aérea entre ambos países, que estaba siendo afectada desde el día 25; así mismo se dejó un canal diplomático abierto para dialogar otros puntos pendientes, con un informe de avances que se hará en los próximos 30 días. El acuerdo fue confirmado por la cancillería panameña.